# Станіслав Будін

Станіслав Будін

Станісла́в Бу́дін (чеськ. Stanislav Budín; насправді — Бенсіон Бать; * 23 березня 1903, Кам'янець-Подільський — † 12 серпня 1979, Дачіце, Чехія) — чеський журналіст, громадський діяч.

## Біографічні відомості
1900 року кам'янецький міщанин Соломон Шимонович Бать був агентом страхового від вогню товариства «Якір» .
У 1913–1919 роках Бенсіон Бать навчався в Кам'янець-Подільській гімназії. 1922 року емігрував із радянської держави. Того ж року у Варшаві склав іспити за курс гімназії. Працював бухгалтером у Львові. Далі у 1923–1930 роках навчався в Празі в Чеському технічному університеті. 1930 року здобув диплом інженера-електротехніка.
У 1930–1934 роках — функціонер Комуністичного союзу молоді та співробітник апарату ЦК Комуністичної партії Чехословаччини, 1934–1935 — шеф-редактор газети «Rudé právo». 1936 року виключено з Комуністичної партії за «троцькізм». У 1937–1939 роках — редактор часопису «Radiojournal».
1939 року виїхав до США, де у 1940–1945 роках був редактором часопису «Newyorské listy».
1946 року повернувся в Чехословаччину. У 1947–1949 роках — шеф-редактор агентства «Pragopress», водночас — редактор часописів «Kulturni politika» (1947–1949), «Lidové noviny» (1950–1953), «ČTK» (Чехословацьке пресове агентство, 1954–1965), «Reporter» (1966–1969).
Визначний представник «празької весни» 1968 року, один із перших прихильників «Хартії 77». У 1970-х репресовано.
Автор спогадів «Jak to vlastnĕ bylo?» (рукопис). Автор праць «USA — portrét národa» (1948); «Karel Havliček Borovský» (1954); «F. D. Roosvelt» (1965); «Sedmá velmoc» (1966); «Dynastie Kennedyý» (1969).
Переклав з німецької «Вісімнадцяте брюмера Луї Бонапарта» Карла Маркса (1932), з російської «Пушкін у Михайловському» Івана Новикова (1937; Йозеф Гора), «Зустрічі з Максимом Горьким» Всеволода Іванова (1949), з англійської.